# Lago Inkwilersee
O Lago Inkwilersee É um lago na fronteira dos municípios de Inkwil, cantão de Berna, e Bolken, cantão de Solothurn, Suíça.
Apresenta uma superfície de 0,1016 km².